# Elizabeta Nemanjić
Elizabeta Nemanjić Kotromanić, poznata i kao Jelisaveta Nemanjić (Ras, 1270. – 1331.), bila je srpska i srijemska princeza iz porodice Nemanjić i bosanska banica kao supruga bana Stjepana I. Kotromanića.

## Životopis
Elizabeta je bila kćerka srpskog kralja Stefana Dragutina iz dinastije Nemanjića i ugarske princeze Katarine Ugarske iz dinastije Arpadovića. Pored Jelisavete Dragutin i Katarina su imali još nekoliko djece :
- Stefan Vladislav II., kralj Srema
- Urošica, umro kao monah Stefan
- Margarita
- Urša Nemanjić, supruga Pavla I. Šubića

Jelisaveta je mladost provodila u Srijemu. U kasnu jesen 1284. godine u Vrhbosni udala se za bosanskog tadašnjeg princa i budućeg bana Stjepana I. Njihov brak je bio pokušaj ostvarivanja saveza između Prijezde I. i Elizabetinog oca Dragutina. Ban Stjepan i Elizabeta su imali barem šestero djece :
- Miroslav
- Stjepan II.
- Vladislav
- Ninoslav, čija se kćerka Marija (1333. – 27. travnja 1403.) udala za helfenštajnskog grofa Ulriha oko 1352. godine
- Ulirh
- sin
- Katarina, supruga zahumskog župana Nikole, i
- Marija, supruga određenog Ludovika.[1]

Banica Jelisaveta je ostala udovica 1314. godine. Pošto je Stjepanov nasljednik, njen sin, Stjepan II., bio maloljetan, Elizabeta je nakratko preuzela de facto vlast. Međutim, banica Elizabeta je sa svojom djecom bila prisiljena skloniti se u Dubrovnik iste godine jer je uvidjela da ne može očuvati za njih vlast u Bosni. Banica Elizabeta je vladala nakratko Usorom (sa Solima), dok su ostalim, većim dijelom Bosne, vladali knezovi Šubići. Njen bijeg u Dubrovnik je bio prvi od mnogobrojnih kasnijih odlazaka bosanskih plemića u egzil u Dubrovnik. Ne zna se do kada su Elizabeta i njena djeca ostali u Dubrovniku. Elizabeta je u sinovo ime izdavala povelje, a njeno se ime uglavnom pojavljivalo prije imena njenog sina. Umrla je oko 1331. godine.
Nakon Elizabete, sljedeća hrvatska banica u Bosni je bila njena nevjesta i imenjakinja, Elizabeta Ortenburška. Nakon izumiranja dinastije Nemanjić, Jelisavetin unuk, Tvrtko I. Kotromanić, je polagao pravo na srpsku krunu kao unuk Elizabete Nemanjić.

## Obiteljsko stablo
Elizabeta je patrilinearno bila potomak srpske dinastije Nemanjića, a matrilinearno potomak turskog plemena Kumana.